# Mario Colonel
Pour les articles homonymes, voir Colonel (homonymie).
 (juillet 2015).
Si vous disposez d'ouvrages ou d'articles de référence ou si vous connaissez des sites web de qualité traitant du thème abordé ici, merci de compléter l'article en donnant les références utiles à sa vérifiabilité et en les liant à la section « Notes et références ».
Mario Colonel, né le 22 mai 1961 à Blois, d'origine dauphinoise, est un photographe français de montagne. Longtemps reporter pour le magazine Montagnes Magazine (1982 à 2012), il fut aussi rédacteur d’Alpi Rando de 1986 à 1993, responsable des pages montagnes de L'Équipe magazine au début des années 1990, puis directeur de collection aux Éditions Pécheurs d'Image.
Longtemps reporter pour le magazine Montagnes Magazine (1982 à 2012), il fut aussi rédacteur d’Alpi Rando de 1986 à 1993, responsable des pages montagnes de L'Équipe magazine au début des années 1990, puis directeur de collection aux Éditions Pécheurs d'Image.
Il a régulièrement collaboré à l'ensemble de la presse spécialisée du monde entier et ses photos sont parues dans de grands magazines (GEO, Grands Reportages, VSD, Le Figaro Magazine, etc.) En tant qu'auteur-photographe, il a écrit vingt-deux livres consacrés à la montagne.
Alpiniste d'un bon niveau, il a à son actif plus de 1 000 ascensions dans les Alpes dont la face nord des Grandes Jorasses, les Drus, la face sud du mont Blanc ou l'aiguille Verte. Il est aussi accompagnateur en moyenne montagne et il fit partie de l'équipe pionnière qui créa le Tour du Cervin en 2002. Depuis 2010, il parcourt l'Himalaya (plus de 25 voyages effectués) pour une série de livres.
Installé à Chamonix depuis 1982, il a ouvert une galerie photo consacrée à l'image de montagne. Il dirige aussi une maison d'édition éponyme. Il est considéré comme le successeur de Pierre Tairraz.
Il est co-réalisateur du documentaire Dolma, la Petite Khampa co-produit par Ushuaia TV.

## Livres publiés

### Éditions françaises
- La France Blanche, Éditions du May, 1988 (co-rédacteur)  (EAN 3189470030179)
- Mont Blanc, Courses neige et glace, 1991, Éditions Franck Mercier  (ISBN 9782868680426)
- Trekking autour des Grands Sommets, Glénat, 1991  (ISBN 9782723413596)
- Chemins du Ciel, Les plus belles courses d'arêtes des Alpes, Éditions Arthaud, 2003  (ISBN 9782700313376)
- Sentiers de Grandes Randonnée, Éditions Glénat, 2002  (ISBN 9782723422277)
- Le Tour du Cervin, La plus belle randonnée des Alpes, Éditions Arthaud, 2002  (ISBN 9782700313383)
- L'ABCdaire du Mont Blanc (avec Beatrice Bressand), Éditions Flammarion, 2001  (ISBN 9782080127280)
- Grandes Randonnées, Éditions Glénat, 2000  (ISBN 9782723432900)
- Mont Blanc Eternel (textes Roger Frison Roche), Éditions Arthaud  (ISBN 9782700312997)
- Le Mont Blanc, Éditions Castor et Pollux, 2000  (ISBN 9782912756329)
- Voyage au cœur du Mont Blanc (avec Pierre Tairraz), Éditions Franck Mercier, 1996  (ISBN 9782868681188)
- Compagnie des Guides de Chamonix, Une belle histoire, Éditions du Grepon, 1997  (ISBN 9782912250001)
- Voyage au cœur du Mont Blanc (avec Pierre Tairraz) réédition par les Éditions Glenat, 2003  (ISBN 9782723439084)
- Cévennes, Éditions Alcide, 2006  (ISBN 9782952154840)
- Les Plus beaux raids à skis (avec Jean René Minelli et Frédéric Chevaillot), Éditions Arthaud, 2007  (ISBN 9782700395860)
- Mont Blanc, Mario Colonel Éditions, 2008  (ISBN 9782953190007)
- Compagnie des Guides de Chamonix, une belle histoire, édition enrichie, Mario Colonel Éditions, 2009  (ISBN 9782953190083)
- Alpes, au fil des cimes, Éditions de la Martinière, 2009  (ISBN 9782732440828)
- Montagnes Éternelles, BCDT Éditions Genève, 2011
- Les Plus belles montagnes suisses, Éditions du Belvédère, 2013  (ISBN 9782884192521)
- Mont Blanc Magique, Mario Colonel Éditions, 2013  (ISBN 9782953190014)
- Couleurs du Mont Blanc, Éditions Glenat, 2014  (ISBN 9782344003756)
- Mont Blanc Panoramique, Mario Colonel Éditions, 2014  (ISBN 9782953190021)
- Treks en Himalaya (avec Jocelyn Chavy) Mario Colonel Éditions, 2018  (ISBN 9782953190052)
- Mont Blanc nature, Mario Colonel Éditions, 2019
- Mystérieuse Montagnes, Mario Colonel Éditions, 2019, livre d’art tiré à 1 000 copies

### Éditions étrangères
- Monte Bianco Eterno (textes Roger Frison Roche), Rizzoli, 2001  (ISBN 9788817869621)
- Cervino, La piu belle passeggiata delle Alpi, Rizzoli Libri illustrati, 2002  (ISBN 9788874230266)
- Vie del Cielo, le piu belle salite di cresta delle Alpi, CDA Vivalda Editori, 2003  (ISBN 9788874800261)
- Himmelsleitern, Die Schönsten Grattouren der Alpen, AT Verlag, 2003  (ISBN 3-85502-982-2)
- Le piu belle Escursioni sugli sci (avec Jean René Minelli et Frédéric Chevaillot), Rizzoli libri illustrati, 2005  (ISBN 9788817008105)
- The Compagne des Guides de Chamonix, A history, Mario Colonel Éditions, 2009  (ISBN 9782953190083)
- Alpi, Sul Filo delle Cime, l'Ippocampo, 2010  (ISBN 9788895363882)
- Monte Bianco Magico, Mario Colonel Éditions, 2013  (ISBN 9782953190038)

### Prix et distinctions
- Prix des Pays du mont Blanc, Passy 1996 pour Compagnie des Guides de Chamonix, une belle histoire, Éditions du Grépon
- Mention Spéciale de l'Image de montagne, Passy 1996, pour Voyage au cœur du Mont Blanc, avec Pierre Tairraz, Éditions Franck Mercier
- Mention spéciale de l'Image de montagne, Passy 2002, pour Mont Blanc Eternel avec Roger Frison Roche, Éditions Arthaud
- Best Book-Mountain Image, festival de Banff (Canada), 2008 pour Mont Blanc, Mario Colonel Éditions
- Prix Jo Fauchère, 2009, Arolla (Suisse) pour la réédition enrichie de Compagnie des Guides de Chamonix, une belle histoire, Mario Colonel Éditions